# RS-323
Pour les articles homonymes, voir Route 323.
La RS-323 est une route locale du Nord-Ouest de l'État du Rio Grande do Sul.
Elle débute à Rodeio Bonito, à l'embranchement avec la RS-587, dessert Pinhal et Jaboticaba, et s'achève à Boa Vista das Missões, à la jonction avec la BR-158/386. Elle est longue de 27,810 km, n'étant pas encore achevée[Quand ?] sur ses vingt premiers kilomètres.